# Afrikanska dvärgklogrodor
Afrikanska dvärgklogrodor (Hymenochirus) är ett släkte av små grodor från västra Afrika som blivit mycket populär att hålla i akvarium. De förväxlas i handeln ofta med Xenopus laevis.

## Utseende
Grodorna är bruna till grå med oregelbundna fläckar i mörkare brunt och svart. Huvudet är triangelformat och benen är långa och smala. De blir upp till 3,5 cm utan benen inräknade.

## Föda
Grodorna är karnivora och äter larver, insekter, fiskyngel och döda fiskar. De registrerar bytets rörelser visuellt på större avstånd, men har mycket dålig syn på nära håll. De fångar bytet genom att suga in detta i sin tandlösa mun. Även grodynglen är karnivora och jagar sitt byte, något annars ovanligt i grodvärlden.

## Utbredning
De afrikanska dvärgklogrodorna härstammar från västra Afrika där de hittats främst i Kongo-Brazzaville, men även i Nigeria, Kamerun, Gabon och Kongo-Kinshasa.